# Ґузи (Підляське воєводство)
Ґузи (пол. Guzy) — село в Польщі, у гміні Книшин Монецького повіту Підляського воєводства.
Населення — 204 особи (2011).
У 1975-1998 роках село належало до Білостоцького воєводства.

## Демографія
Демографічна структура станом на 31 березня 2011 року:
|          | Загалом | Допрацездатний вік | Працездатний вік | Постпрацездатний вік |
| -------- | ------- | ------------------ | ---------------- | -------------------- |
| Чоловіки | 102     | 16                 | 73               | 13                   |
| Жінки    | 102     | 19                 | 63               | 20                   |
| Разом    | 204     | 35                 | 136              | 33                   |